# Fibroblastoidní synoviální buňka
Fibroblastoidní synoviální buňky představují specializovaný buněčný typ, nacházející se uvnitř kloubu v oblasti synovia. Tyto buňky hrají klíčovou roli v rozvoji chronických zánětlivých onemocněních, jako je například revmatoidní artritida.

## Fibroblastoidní synoviální buňky v normální tkáni
Vnitřní výstelku kloubu tvoří tzv. synovium (někdy označované jako synoviální membrána), tenká vrstva nacházející se uvnitř kloubního pouzdra. Název „synovium“ je odvozen od pojmu „synovia“ (synoviální tekutina), což je viskózní tekutina produkovaná synoviem a jejímž hlavním účelem je snížit tření chrupavek v kloubu při jeho pohybu. Synovium je dále důležité pro zajištění správné funkce kloubu díky poskytování strukturální podpory a dodávání potřebných živin okolní chrupavce. Synoviální membrána má dvě vrstvy – vnější (subintima) a vnitřní vrstvu (intima). Vnitřní vrstva je z velké části tvořena dvěma druhy buněk, specializovanými makrofágy (v angličtině „macrophage-like synovial cells“) a tzv. fibroblastoidními synoviálními buňkami, které mají velký význam při udržování vnitřní homeostázy kloubu. Tyto buňky jsou hlavním zdrojem kyseliny hyaluronové a dalších glykoproteinů, jež obsahuje synoviální tekutina.
Fibroblastoidní synoviální buňky jsou buňky mezenchymálního původu, které vykazují řadu znaků společných s fibroblasty, jako je např. exprese několika typů kolagenů a vimentinu, proteinu obsaženého v cytoskeletárních vláknech. Na rozdíl od fibroblastů však fibroblastoidní synoviální buňky produkují další proteiny, běžně se ve fibroblastech nevyskytující. Jedná se zejména o protein lubricin, důležitý pro snižování tření v kloubu. Dále tyto buňky exprimují řadu molekul důležitých pro zprostředkování adheze buněk, jako jsou například cadherin-11, VCAM-1, různé integriny a jejich receptory. Typická je pro fibroblastoidní synoviální buňky i produkce proteinu CD55, čehož se často využívá k identifikaci tohoto buněčného typu v synoviu pomocí imunohistochemie.

## Úloha fibroblastoidních synoviálních buněk v patogenezi revmatoidní artritidy
Synoviální hyperplázie (zvětšení) je typickým znakem autoimunitního onemocnění nazývaného revmatoidní artritida (RA). Při tomto onemocnění se synoviální membrána stává místem, kde neustále dochází k zánětlivým procesům, což může nakonec vést až k poškození chrupavky a destrukci a deformaci celého kloubu. V synoviální membráně se díky změnám v proliferačních a apoptotických procesech zvětšuje celkový počet buněk a významně narůstá i počet fibroblastoidních synoviálních buněk. Tyto buňky poté spolu s dalšími buňkami imunitního systému, jako jsou makrofágy, lymfocyty, neutrofily, žírné buňky, dendritické buňky a krevní destičky, vytvářejí v synoviu zánětlivé prostředí, přitahují tak k poškozenému místu další imunitní buňky a přispívají k destrukci kloubu.
Fibroblastoidní synoviální buňky přítomné v synoviu při revmatoidní artritidě vykazují oproti normální tkáni změněný fenotyp. Ztrácejí schopnost tzv. kontaktní inhibice, kdy se buňky přestávají při přílišném vzájemném styku dělit, a také závislosti na adhezivním povrchu; oba tyto jevy přispívají ke zvyšování počtu fibroblastoidních synoviálních buněk v zánětlivé tkáni a jsou typické například i pro růst nádorových buněk. Kromě toho tyto buňky produkují řadu prozánětlivých signálních molekul, především interleukiny IL-6 a IL-8, prostanoidy a matrixové metaloproteinázy (MMP), které mohou přímo ovlivňovat další buňky a dále se podílet na prohlubování zánětu. Tyto procesy jsou ovlivněny mikrovesikuly (malými membránovými váčky) pocházejícími z krevních destiček, které se podílejí na aktivaci fibroblastoidních synoviálních buněk prostřednictvím produkce IL-1.